# Hugo Voß
Hugo Voß (* 12. Dezember 1900 in Wandsbek; † 19. August 1984) war ein deutscher Politiker (SPD). Er war Oberbürgermeister von Neumünster und Mitglied des Landtags von Schleswig-Holstein.

## Leben
Nach der Volksschule machte Voß eine Zimmermannslehre und wurde später Zimmererpolier. Von 1929 bis 1930 besuchte er die Fachschule für Wirtschaft und Verwaltung in Berlin. Nach der sogenannten „Machtergreifung“ durch die Nationalsozialisten im Jahr 1933 wurde Voß für einige Monate in „Schutzhaft“ genommen. 1939 wurde er zum Kriegsdienst im Zweiten Weltkrieg eingezogen.
Nach dem Krieg war Voß von 1946 bis zum 24. Oktober 1948 Stadtrat in Neumünster, dann wurde er zum Oberbürgermeister gewählt. Das Amt hatte er vom 12. November 1948 bis 1950 inne.
Bei der Landtagswahl am 20. April 1947 wurde Voß über die Landesliste der SPD in den schleswig-holsteinischen Landtag gewählt, er war Abgeordneter vom 8. Mai 1947 bis zum 31. Mai 1950. Er war Mitglied des Wirtschaftsrats und der Landtagsausschüsse für Aufbau und für Gesundheitswesen.